# Greg Dreiling
Gregory Alan Dreiling, detto Greg (Wichita, 7 novembre 1963), è un ex cestista statunitense, professionista nella NBA e in Francia.

## Carriera
È stato selezionato dagli Indiana Pacers al secondo giro del Draft NBA 1986 (26ª scelta assoluta).
Con gli Stati Uniti ha disputato le Universiadi di Kōbe 1985.

## Palmarès
- McDonald's All-American Game (1981)